# Апостольская префектура Линлина
Апостольская префектура Линлина (лат. Apostolica Praefectura Yungchovensis) — апостольская префектура Римско-Католической церкви с центром в городе Линлин, Китай. Апостольская префектура Линлина подчиняется непосредственно Святому Престолу.

## История
12 мая 1925 года Римский папа Пий XI издал буллу In omnes catholici, которой учредил апостольскую префектуру Юнчжоуфу, выделив её из апостольского викариата Чанша (сегодня - Чанша).
3 июня 1938 года апостольская префектура Юнчжоуфу передала часть своей территории для возведения новой апостольской префектуры Баоцзина.
В 1948 году апостольская префектура Юнчжоуфу была переименована в апостольскую префектуру Линлина.

## Ординарии апостольской префектуры
- священник Sebastian Großrubatscher (1926 — 1927);
- священник Johannes Damascus Jesacher (1931 — 1947);
- священник Blasius Kurz (1948 — 1973);
  - Sede vacante — с 1973 года по настоящее время.

## Источник
- Annuario Pontificio, Libreria Editrice Vaticana, Città del Vaticano, 2003, ISBN 88-209-7422-3
- Булла In omnes catholici, AAS 17 (1925), стр. 444  (лат.)